# آرامگاه بیغازی دندیبای
مقبره فرهنگ بیگازی-دندیبای در دره‌های کوهستانی قزاقستان مرکزی واقع شده‌است. این آرامگاه که در دره‌های کوهستانی مرکز قزاقستان واقع شده، توسط فرهنگ بگازی-دندی‌بی میان سده‌های ۱۲ و ۸ پیش از میلاد ساخته شد. هجده آرامگاه در کنار مکان‌های خاکسپاری عادی و باقی مانده‌های سکونتگاه‌ها تاکنون کشف شده‌اند. ویژگی مشترک آرامگاه، اتاقی مرکزی است که با دو یا سه دیوار محیطی از سنگ‌های روی هم یا تخته‌های سنگی عمودی بزرگ احاطه شده‌است.

## وضعیت میراث جهانی
این سایت در ۲۴ سپتامبر ۱۹۹۸ در رده فرهنگی به فهرست موقت میراث جهانی یونسکو اضافه شد. (نگاه کنید به فهرست میراث جهانی یونسکو در قزاقستان)